# Lijst van voetbalinterlands Italië - Kroatië
Deze lijst van voetbalinterlands is een overzicht van alle officiële voetbalwedstrijden tussen de nationale teams van Italië en Kroatië. De landen speelden tot op heden tien keer tegen elkaar, te beginnen met een vriendschappelijke wedstrijd op 5 april 1942 in Genua. Het laatste duel, een groepswedstrijd tijdens het Europees kampioenschap voetbal 2024, vond plaats in Leipzig (Duitsland) op 24 juni 2024.

## Wedstrijden
| №  | Plaats  | Datum            | Competitie           | Wedstrijd        | Uitslag |
| -- | ------- | ---------------- | -------------------- | ---------------- | ------- |
| 1  | Genua   | 5 april 1942     | Vriendschappelijk    | Italië - Kroatië | 4 – 0   |
| 2  | Palermo | 16 november 1994 | EK 1996 kwalificatie | Italië – Kroatië | 1 – 2   |
| 3  | Split   | 8 oktober 1995   | EK 1996 kwalificatie | Kroatië – Italië | 1 – 1   |
| 4  | Zagreb  | 28 april 1999    | Vriendschappelijk    | Kroatië – Italië | 0 – 0   |
| 5  | Kashima | 8 juni 2002      | WK 2002              | Italië – Kroatië | 1 – 2   |
| 6  | Livorno | 16 augustus 2006 | Vriendschappelijk    | Italië – Kroatië | 0 – 2   |
| 7  | Poznán  | 14 juni 2012     | EK 2012              | Italië – Kroatië | 1 – 1   |
| 8  | Milaan  | 16 november 2014 | EK 2016 kwalificatie | Italië − Kroatië | 1 − 1   |
| 9  | Split   | 12 juni 2015     | EK 2016 kwalificatie | Kroatië – Italië | 1 – 1   |
| 10 | Leipzig | 24 juni 2024     | EK 2024              | Kroatië – Italië | 1 – 1   |

## Samenvatting
| Competitie        | Totaal gespeeld | Winst Italië | Gelijk | Winst Kroatië | Doelsaldo Italië – Kroatië |
| ----------------- | --------------- | ------------ | ------ | ------------- | -------------------------- |
| WK-eindronde      | 1               | 0            | 0      | 1             | 1 − 2                      |
| EK-eindronde      | 2               | 0            | 2      | 0             | 2 − 2                      |
| EK-kwalificatie   | 4               | 0            | 3      | 1             | 4 − 5                      |
| Vriendschappelijk | 3               | 1            | 1      | 1             | 4 − 2                      |
| Totaal            | 10              | 1            | 6      | 3             | 11 − 11                    |

## Details

### Eerste ontmoeting
| Vriendschappelijk (Genua, Italië, 5 april 1942): |              | |
| Italië | 4 – 0        | Kroatië |
| Guglielmo Gabetto 55' Pietro Ferraris 58' Amedeo Biavati 64' Giuseppe Grezar 68' (pen.)                                                                                | goals        | |
| Vittorio Pozzo | bondscoach   | Bogdan Cuvaj |
| Luigi Griffanti Alfredo Foni Pietro Rava Aldo Campatelli Michele Andreolo Giuseppe Grezar Amedeo Biavati Ezio Loik Guglielmo Gabetto Valentino Mazzola Pietro Ferraris | opstellingen | Emil Urch Miroslav Brozović Ernest Dubac Gustav Lechner Ivan Jazbinšek Mirko Kokotović Zvonimir Cimermančić Franjo Wölfl August Lešnik Milan Antolković Branko Pleše |
| - Debuut van Valentino Mazzola. Guglielmo Gabetto, Ezio Loik, Luigi Griffanti en Giuseppe Grezar voor Italië. - Debuut van Emil Urch voor Kroatië.                     |              | |

### Vierde ontmoeting
| Vriendschappelijk (Zagreb, Kroatië, 28 april 1999): |              | |
| Kroatië | 0 – 0        | Italië |
| | goals        | |
| Miroslav Blažević | bondscoach   | Dino Zoff |
| Dražen Ladić Goran Jurić Dario Šimić Damir Milinović 46' Robert Jarni Mario Stanić 69' Aljoša Asanović 73' Zvonimir Soldo Goran Vlaović Milan Rapaić 69' Alen Bokšić 46'                       | opstellingen | Gianluigi Buffon 63' Christian Panucci Alessandro Nesta Paolo Negro Paolo Maldini 46' Diego Fuser Demetrio Albertini 46' Massimo Ambrosini 57' Eusebio Di Francesco Christian Vieri 79' Filippo Inzaghi |
| Robert Kovač 46' Silvio Marić 46' Igor Tudor 69' Igor Cvitanović 69' Krunoslav Jurčić 73' | wissels      | 46' Gianluca Zambrotta 46' Giuliano Giannichedda 57' Antonio Conte 63' Giuseppe Pancaro 79' Francesco Totti                                                                                             |
| Goran Vlaović 40' | gele kaarten | 49' Paolo Maldini |
| - Debuut van Robert Kovač (Bayer 04 Leverkusen) voor Kroatië. - Debuut van Massimo Ambrosini en Giuseppe Pancaro voor Italië. - Honderdste interland van aanvoerder Paolo Maldini voor Italië. |              | |

### Zevende ontmoeting
| EK 2012 (Poznán, Polen, 14 juni 2012): |              | |
| Italië | 1 – 1        | Kroatië |
| Andrea Pirlo 39' | goals        | 72' Mario Mandžukić |
| Cesare Prandelli | bondscoach   | Slaven Bilić |
| Gianluigi Buffon Giorgio Chiellini Daniele De Rossi Leonardo Bonucci Thiago Motta 63' Claudio Marchisio Emanuele Giaccherini Andrea Pirlo Christian Maggio Antonio Cassano 83' Mario Balotelli 70' | opstellingen | Stipe Pletikosa Vedran Ćorluka Gordon Schildenfeld Ivan Strinić Darijo Srna Ognjen Vukojević 68' Ivan Perišić Ivan Rakitić Luka Modrić 83' Nikica Jelavić 90+5' Mario Mandžukić |
| Riccardo Montolivo 63' Antonio Di Natale 70' Sebastian Giovinco 83' | wissels      | 68' Danijel Pranjić 83' Eduardo da Silva 90+5' Niko Kranjčar |
| Thiago Motta 57' Riccardo Montolivo 80' | gele kaarten | 86' Gordon Schildenfeld |

### Achtste ontmoeting
| EK 2016 kwalificatie (scheidsrechter Björn Kuipers, Milaan, 16 november 2014): |              | |
| Italië | 1 – 1        | Kroatië |
| Antonio Candreva 11' | goals        | 15' Ivan Perišić |
| Antonio Conte | bondscoach   | Niko Kovač |
| Gianluigi Buffon Manuel Pasqual 28' Giorgio Chiellini Matteo Darmian Andrea Ranocchia Mattia De Sciglio Daniele De Rossi Claudio Marchisio Antonio Candreva Ciro Immobile 52' Simone Zaza 63' | opstellingen | Danijel Subašić Darijo Srna Vedran Ćorluka Ivan Perišić Domagoj Vida 28' Luka Modrić Danijel Pranjić Ivan Rakitić 83' Marcelo Brozović 69' Ivica Olić Mario Mandžukić |
| Roberto Soriano 28' Stephan El Shaarawy 52' Graziano Pellè 63' | wissels      | 28' Mateo Kovačić 69' Andrej Kramarić 83' Milan Badelj |
| Ciro Immobile 46' | gele kaarten | 37' Mateo Kovačić 65' Ivan Perišić |
| - Debuut van Roberto Soriano (Sampdoria) en honderdste interland van Daniele De Rossi (AS Roma) voor Italië. - Honderdste interland van Ivica Olić (VfL Wolfsburg) voor Kroatië.              |              | |

### Negende ontmoeting
| EK 2016 kwalificatie (scheidsrechter Martin Atkinson, Split, 12 juni 2015): |              | |
| Kroatië | 1 – 1        | Italië |
| Mario Mandžukić 11' | goals        | 36' (pen.) Antonio Candreva |
| Niko Kovač | bondscoach   | Antonio Conte |
| Danijel Subašić Darijo Srna Gordon Schildenfeld Domagoj Vida Danijel Pranjić 73' Ivan Rakitić Ivan Perišić Marcelo Brozović Mateo Kovačić 90+2' Ivica Olić 46' Mario Mandžukić                       | opstellingen | 46' Gianluigi Buffon 27' Lorenzo De Silvestri Matteo Darmian Davide Astori Andrea Pirlo Leonardo Bonucci Claudio Marchisio Antonio Candreva Marco Parolo Graziano Pellè 80' Stephan El Shaarawy |
| Ante Rebić 46' Šime Vrsaljko 73' Marin Leovac 90+2' | wissels      | 27' Mattia De Sciglio 46' Salvatore Sirigu 80' Andrea Ranocchia |
| Mario Mandžukić 35' Ivica Olić 43' Ante Rebić 82' Mateo Kovačić 87' | gele kaarten | 11' Gianluigi Buffon 53' Marco Parolo 71' Claudio Marchisio |
| Darijo Srna 54', 90' | rode kaarten | |
| - Interland werd gespeeld achter gesloten deuren wegens een door de UEFA opgelegde sanctie. - Mario Mandžukić mist voor Kroatië in de zevende minuut een strafschop (gestopt door Gianluigi Buffon). |              | |

FIGC · A-internationals · Selecties · Bondscoaches · Italiaans vrouwenelftal · Olympisch elftal · Italië U21 · Italië U20 · Italië U19 · Italië U18 · Italië U17 · Italië U16 · Vrouwen U17
1910 – 1919 ·
1920 – 1929 ·
1930 – 1939 ·
1940 – 1949 ·
1950 – 1959 ·
1960 – 1969 ·
1970 – 1979 ·
1980 – 1989 ·
1990 – 1999 ·
2000 – 2009 ·
2010 – 2019 ·
2020 − 2029
EK's: 1968 · 
1980 · 
1988 · 
1996 · 
2000 · 
2004 · 
2008 · 
2012 · 
2016 ·
2020 ·
2024
WK's: 1934 · 
1938 · 
1950 · 
1954 · 
1962 · 
1966 · 
1970 · 
1974 · 
1978 · 
1982 · 
1986 · 
1990 · 
1994 · 
1998 · 
2002 · 
2006 · 
2010 · 
2014
OS: 1912 · 
1920 · 
1924 · 
1928 · 
1936 · 
1948 · 
1952 · 
1960 · 
1984 · 
1988 · 
1992 · 
1996 · 
2000 · 
2004 · 
2008
1911 · 
1912 · 
1913 · 
1914 · 
1915 · 
1916 · 1917 · 1918 · 1919 · 
1920 · 
1921 · 
1922 · 
1923 · 
1924 · 
1925 · 
1926 · 
1927 · 
1928 · 
1929 · 
1930 · 
1931 · 
1932 · 
1933 · 
1934 · 
1935 · 
1936 · 
1937 · 
1938 · 
1939 · 
1940 · 
1941 · 
1942 · 
1943 · 1944 · 
1945 · 
1946 · 
1947 · 
1948 · 
1949 · 
1950 · 
1952 · 
1952 · 
1953 · 
1954 · 
1955 · 
1956 · 
1957 · 
1958 · 
1959 · 
1960 · 
1961 · 
1962 · 
1963 · 
1964 · 
1965 · 
1966 · 
1967 · 
1968 · 
1969 · 
1970 · 
1971 · 
1972 · 
1973 · 
1974 · 
1975 · 
1976 · 
1977 · 
1978 · 
1979 · 
1980 · 
1981 · 
1982 · 
1983 · 
1984 · 
1985 · 
1986 · 
1987 · 
1988 · 
1989 · 
1990 ·
1991 · 
1992 · 
1993 · 
1994 · 
1995 · 
1996 · 
1997 · 
1998 · 
1999 · 
2000 · 
2001 · 
2002 · 
2003 · 
2004 · 
2005 · 
2006 · 
2007 · 
2008 · 
2009 · 
2010 · 
2011 · 
2012 · 
2013 · 
2014 · 
2015 · 
2016 · 
2017 ·
2018 ·
2019 ·
2020 ·
2021 ·
2022 ·
2023 ·
2024
Albanië ·
Algerije ·
Argentinië ·
Armenië ·
Australië ·
Azerbeidzjan ·
België ·
Bosnië en Herzegovina ·
Brazilië ·
Bulgarije ·
Canada ·
Chili ·
China ·
Costa Rica ·
Cyprus ·
DDR ·
Denemarken ·
Duitsland ·
Ecuador ·
Egypte ·
Engeland ·
Estland ·
Faeröer ·
Finland ·
Frankrijk ·
Georgië ·
Ghana ·
Griekenland ·
Haïti ·
Hongarije ·
Ierland ·
IJsland ·
Israël ·
Ivoorkust ·
Japan ·
Joegoslavië ·
Kameroen ·
Kroatië ·
Liechtenstein · 
Litouwen ·
Luxemburg ·
Malta ·
Marokko ·
Mexico ·
Moldavië ·
Montenegro ·
Nederland ·
Nieuw-Zeeland ·
Nigeria ·
Noord-Ierland ·
Noord-Korea ·
Noord-Macedonië ·
Noorwegen ·
Oekraïne ·
Oostenrijk ·
Paraguay ·
Peru ·
Polen ·
Portugal ·
Roemenië ·
Rusland ·
San Marino ·
Saoedi-Arabië ·
Schotland ·
Servië ·
Servië en Montenegro ·
Slovenië ·
Slowakije ·
Sovjet-Unie ·
Spanje ·
Tsjechië ·
Tsjecho-Slowakije ·
Tunesië ·
Turkije ·
Uruguay ·
Venezuela ·
Verenigde Staten ·
Wales ·
Wit-Rusland ·
Zuid-Afrika ·
Zuid-Korea ·
Zweden ·
Zwitserland
Argentinië (1982) · 
Australië (2006) · 
België (2016) · 
België (2021) · 
Brazilië (1970) · 
Brazilië (1982) · 
Brazilië (1994) · 
Costa Rica (2014) · 
Duitsland (2006) · 
Duitsland (2012) · 
Engeland (2012) ·
Engeland (2014) ·
Engeland (2021) ·
Frankrijk (2000) · 
Frankrijk (2006) · 
Frankrijk (2008) · 
Ghana (2006) · 
Hongarije (1938) · 
Ierland (2012) · 
Joegoslavië (1968) · 
Kameroen (1982) · 
Kroatië (2012) · 
Nederland (2008) · 
Nieuw-Zeeland (2010) · 
Oekraïne (2006) · 
Oostenrijk (2021) · 
Paraguay (2010) · 
Peru (1982) · 
Polen (1982, 1) · 
Polen (1982, 2) · 
Roemenië (2008) · 
Spanje (2008) ·
Spanje (2012, 1) ·
Spanje (2012, 2) ·
Spanje (2016) ·
Spanje (2021) ·
Tsjechië (2006) · 
Turkije (2021) · 
Uruguay (2014) · 
Verenigde Staten (2006) · 
Wales (2021) · 
West-Duitsland (1982) · 
Zweden (2016) · 
Zwitserland (2021)
HNS · A-internationals · Selecties · Bondscoaches · Statistieken · Kroatisch vrouwenelftal · Olympisch elftal · Kroatië U21 · Kroatië U20 · Kroatië U19 · Kroatië U18 · Kroatië U17 · Kroatië U16
1940 – 1956 ·
1990 – 1999 ·
2000 – 2009 ·
2010 – 2019 ·
2020 − 2029
EK's: 1996 · 
2000 · 
2004 · 
2008 · 
2012 · 
2016 · 
2020 · 
2024
WK's: 1998 · 
2002 · 
2006 · 
2010 · 
2014 · 
2018 · 
2022
1940 · 
1941 · 
1942 · 
1943 · 
1944 · 
1945–1955 · 
1956 · 
1957–1989 · 
1990 · 
1991 · 
1992 · 
1993 · 
1994 · 
1995 · 
1996 · 
1997 · 
1998 · 
1999 · 
2000 · 
2001 · 
2002 · 
2003 · 
2004 · 
2005 · 
2006 · 
2007 · 
2008 · 
2009 · 
2010 · 
2011 · 
2012 · 
2013 ·  
2014 · 
2015 · 
2016 · 
2017 · 
2018 ·
2019 ·
2020 ·
2021 ·
2022 ·
2023
Albanië ·
Andorra ·
Argentinië ·
Armenië ·
Australië ·
Azerbeidzjan · 
België ·
Bosnië en Herzegovina ·
Brazilië ·
Bulgarije ·
Canada ·
Chili ·
China ·
Cyprus ·
Denemarken ·
Duitsland ·
Ecuador ·
Egypte ·
Engeland ·
Estland ·
Finland ·
Frankrijk ·
Georgië ·
Gibraltar ·
Griekenland ·
Hongarije ·
Hongkong ·
Ierland ·
IJsland ·
Indonesië ·
Iran ·
Israël ·
Italië ·
Jamaica ·
Japan ·
Joegoslavië ·
Jordanië ·
Kameroen · 
Kazachstan ·
Kosovo ·
Letland ·
Litouwen ·
Liechtenstein ·
Mali ·
Malta ·
Marokko · 
Mexico ·
Moldavië ·
Nederland ·
Nigeria ·
Noord-Ierland ·
Noord-Macedonië ·
Noorwegen ·
Oekraïne ·
Oostenrijk ·
Peru ·
Polen ·
Portugal ·
Qatar ·
Roemenië ·
Rusland ·
San Marino ·
Saoedi-Arabië ·
Schotland ·
Senegal · 
Servië · 
Slovenië ·
Slowakije ·
Spanje ·
Tsjechië ·
Tunesië ·
Turkije ·
Wales ·
Wit-Rusland ·
Zuid-Korea ·
Zweden ·
Zwitserland
Argentinië (2018) ·
Argentinië (2022) ·
Australië (2006) ·
België (2022) ·
Brazilië (2006) ·
Brazilië (2014) ·
Brazilië (2022) ·
Denemarken (2018) ·
Duitsland (2008) ·
Engeland (2018) ·
Engeland (2021) ·
Frankrijk (2018) ·
Ierland (2012) ·
IJsland (2018) ·
Italië (2012) ·
Japan (2006) ·
Kameroen (2014) ·
Marokko (2022, 1) ·
Marokko (2022, 2) ·
Mexico (2014) ·
Nigeria (2018) ·
Oostenrijk (2008) ·
Polen (2008) ·
Rusland (2018) ·
Schotland (2021) ·
Spanje (2012) ·
Spanje (2021) ·
Tsjechië (2016) ·
Tsjechië (2021) ·
Turkije (2008) ·
Turkije (2016)